# Qiqihar
Qiqihar (forenklet kinesisk: 齐齐哈尔; traditionel kinesisk: 齊齊哈爾; pinyin: Qíqíhā'ěr; Wade-Giles: Ch'í-ch'í-hā-ěr) er en by på præfekturniveau i provinsen Heilongjiang i det nordøstlige Kina. Befolkningen i byen anslås (31. december) til 1.126.000, mens hele præfekturet har 5,4 millioner indbyggere, og et areal på 42,469 km2.

## Administrative enheder
Qiqihar bypræfektur har jurisdiktion over 7 distrikter (区 qū), et byamt (市 shì) og 8 amter (县 xiàn).
| Kort              | Kort                  | Kort              | Kort                 | Kort                   | Kort        | Kort      |
| ----------------- | --------------------- | ----------------- | -------------------- | ---------------------- | ----------- | --------- |
| Kort over Qiqihar |                       |                   |                      |                        |             |           |
| #                 | Navn                  | Hanzi             | Pinyin               | Befolkning (2003 est.) | Areal (km²) | Indb./km² |
| Distrikter        |                       |                   |                      |                        |             |           |
| 1                 | Longsha               | 龙沙区            | Lóngshā Qū           | 300 000                | 283         | 1 060     |
| 2                 | Jianhua               | 建华区            | Jiànhuá Qū           | 220 000                | 81          | 2 716     |
| 3                 | Tiefeng               | 铁峰区            | Tiěfēng Qū           | 300 000                | 695         | 432       |
| 4                 | Ang'angxi             | 昂昂溪区          | Áng'ángxī Qū         | 90 000                 | 623         | 144       |
| 5                 | Fulaerji              | 富拉尔基区        | Fùlā'ěrjī Qū         | 270 000                | 375         | 720       |
| 6                 | Nianzishan            | 碾子山区          | Niǎnzishān Qū        | 80 000                 | 290         | 276       |
| 7                 | Meilisi (For daurene) | 梅里斯 达斡尔族区 | Méilǐsī Dáwò'ěrzú Qū | 170 000                | 1 948       | 87        |
| Byamt             |                       |                   |                      |                        |             |           |
| 8                 | Nehe                  | 讷河市            | Nēhé Shì             | 640 000                | 6 664       | 96        |
| Amter             |                       |                   |                      |                        |             |           |
| 9                 | Longjiang             | 龙江县            | Lóngjiāng Xiàn       | 600 000                | 6 197       | 97        |
| 10                | Yi'an                 | 依安县            | Yī'ān Xiàn           | 490 000                | 3 780       | 130       |
| 11                | Tailai                | 泰来县            | Tàilái Xiàn          | 320 000                | 4 061       | 79        |
| 12                | Gannan                | 甘南县            | Gānnán Xiàn          | 380 000                | 4 384       | 87        |
| 13                | Fuyu                  | 富裕县            | Fùyù Xiàn            | 280 000                | 4 335       | 65        |
| 14                | Keshan                | 克山县            | Kèshān Xiàn          | 460 000                | 3 632       | 127       |
| 15                | Kedong                | 克东县            | Kèdōng Xiàn          | 280 000                | 2 083       | 134       |
| 16                | Baiquan               | 拜泉县            | Bàiquán Xiàn         | 550 000                | 3 569       | 154       |

## Severdigheder
Hver vinter arrangeres en isfest, som regel i december, og da udskærer iskunstnere skulpturer af store isblokke.
I den sydlige del af byen er der et buddhistisk tempelanlæg fra ca ca år 1700. Det er tilknyttet et fungerende munkekloster. Noget specielt her, er at buddhastatuerne er iklædt tøj, udskiftes efter særlig fastlagte ritualer.
Den katolske St. Mikaelskatedralen 圣弥勒尔大教堂 blev bygget i nygotisk stil af Schweiziske betlehemsmissionærer i 1931. I 1982 blev ejendomsretten til kirken tilbageført til det katolske bispedømme, efter mange års konfiskation. Byen blev erklæret som kulturobjekt i 1987. I 1991 bevilgede bystyrets religionskontor midler til renovering af kiketårnet. De fem stjerner som var sat opp på toppen af spiret blev fjernet, og erstattet med det oprindelige kors.

## Historie
Qiqihars historie går tilbage til 1700-tallet. Byens sydlige forstad Zhalong er kendt som «De rødkronede traners by», og det har smittet over på Qiqihar som har fået tilnavnet «Tranebyen», og byen er blevet en turistattraktion.

## Trafik
Kinas rigsvej 301 går fra Suifenhe via blandt andet Mudanjiang, Harbin og Qiqihar til Manzhouli i Indre Mongoliet.
47°20′23″N 123°57′04″Ø / 47.33981°N 123.95124°Ø